# 易北 (下萨克森州)
易北（德語：Elbe，發音：[ˈɛlbə] ⓘ）是德国下萨克森州沃尔芬比特尔县的市镇，面积16.74平方千米，2023年12月31日人口为1,529人。